# Cyclea atjehensis
Cyclea atjehensis är en tvåhjärtbladig växtart som beskrevs av Lewis Leonard Forman. Cyclea atjehensis ingår i släktet Cyclea och familjen Menispermaceae. Inga underarter finns listade i Catalogue of Life.